# RHEM : Le Monde ultime
 (novembre 2015).
Si vous disposez d'ouvrages ou d'articles de référence ou si vous connaissez des sites web de qualité traitant du thème abordé ici, merci de compléter l'article en donnant les références utiles à sa vérifiabilité et en les liant à la section « Notes et références ».
RHEM : Le Monde ultime est un jeu vidéo de type Walking simulator développé par Knut Müller et édité par Got Game Entertainment, sorti en 2003 sur Windows et Mac.
Le jeu a connu trois suites.

## Histoire
Au début du jeu, le joueur (qui joue son propre rôle, et n'incarne pas de personnage précis ) est enfermé dans un autorail, qui avance automatiquement à travers les terres désolées de Rhem. Puis, l'autorail s'arrête dans une sorte de petite gare. Le joueur sort, et marche, au hasard, dans le monde étrange de Rhem, sans aucun objectif. Rapidement, un homme fait son apparition, et explique qu'il est bloqué sur Rhem depuis bien longtemps. Il vole alors l'autorail et l'utilise pour rentrer chez lui, abandonnant le joueur à son triste sort. Celui-ci n'a plus qu'à explorer Rhem, à le comprendre et à trouver une autre issue. Pendant l'aventure, le joueur trouve un message d'un homme nommé Khalès. Il explique que si le joueur parvient à retrouver les 4 fragments d'une lettre éparpillés dans Rhem, il pourra lui donner le moyen de rentrer chez lui.

## Accueil
- Adventure Gamers : 2/5[1]
- Jeuxvideo.com : 14/20[2]